# Marathon de Tokyo 2019
Navigation
Édition précédente Édition suivante
Le Marathon de Tokyo 2019 (en japonais : 東京マラソン 2019) est la 13e édition du Marathon de Tokyo qui a lieu le 3 mars 2019. C’est le premier des World Marathon Majors de l’année. La course est remportée chez les hommes par l'Éthiopien Birhanu Legese en 2 h 4 min 48 s. Chez les femmes, c’est l'Éthiopienne Ruti Aga qui s’impose en 2 h 20 min 40 s.

## Résultats

### Hommes

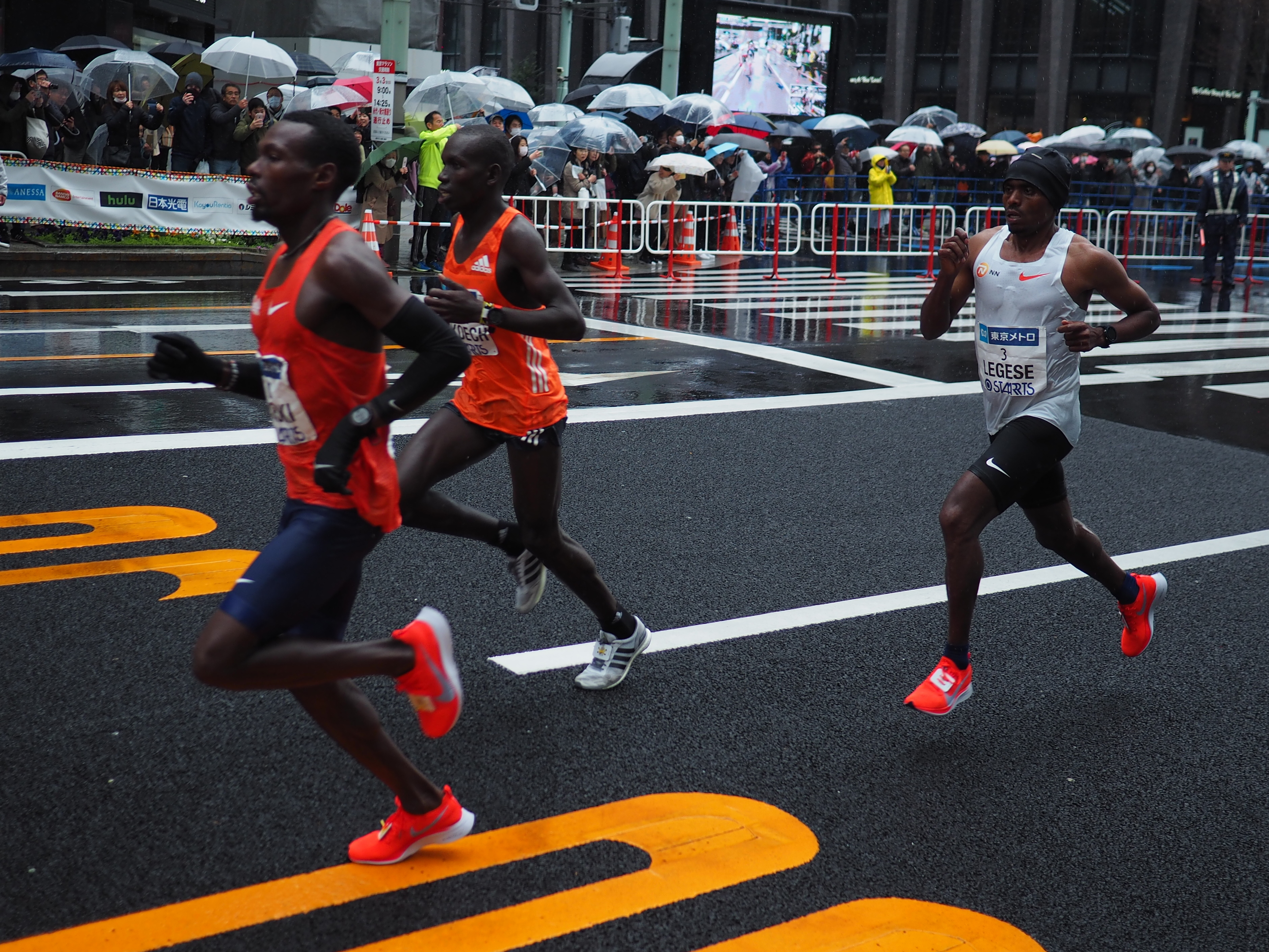
Tête de la course masculine avec Birhanu Legese (à droite) derrière Bedan Karoki et un lièvre.

| Rang               | Athlète         | Nationalité | Temps   |
| ------------------ | --------------- | ----------- | ------- |
| Médaille d'or      | Birhanu Legese  | Éthiopie    | 2:04:48 |
| Médaille d'argent  | Bedan Karoki    | Kenya       | 2:06:48 |
| Médaille de bronze | Dickson Chumba  | Kenya       | 2:08:44 |
| 4                  | Simon Kariuki   | Kenya       | 2:09:41 |
| 5                  | Kensuke Horio   | Japon       | 2:10:21 |
| 6                  | Masato Imai     | Japon       | 2:10:30 |
| 7                  | Takuya Fujikawa | Japon       | 2:10:35 |
| 8                  | Daichi Kamino   | Japon       | 2:11:05 |
| 9                  | Ryu Takaku      | Japon       | 2:11:49 |
| 10                 | Tadashi Isshiki | Japon       | 2:12:21 |

### Femmes

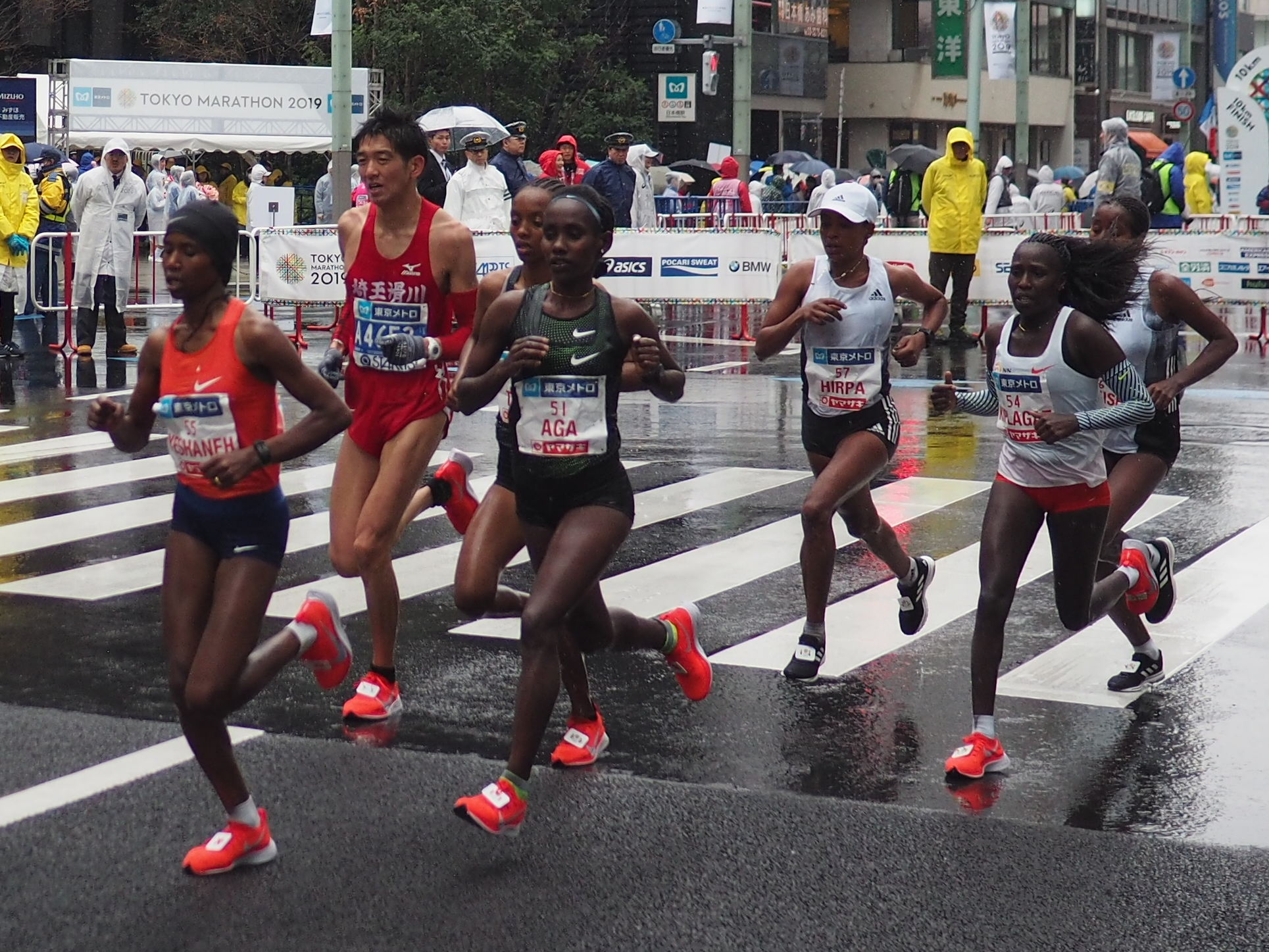
Tête de la course féminine avec Ababel Yeshaneh, Ruti Aga, Bedatu Hirpa et Florence Kiplagat.

| Rang               | Athlète           | Nationalité | Temps   |
| ------------------ | ----------------- | ----------- | ------- |
| Médaille d'or      | Ruti Aga          | Éthiopie    | 2:20:40 |
| Médaille d'argent  | Helen Tola        | Éthiopie    | 2:21:01 |
| Médaille de bronze | Shure Demise      | Éthiopie    | 2:21:05 |
| 4                  | Florence Kiplagat | Kenya       | 2:21:50 |
| 5                  | Bedatu Hirpa      | Éthiopie    | 2:23:43 |
| 6                  | Ababel Yeshaneh   | Éthiopie    | 2:24:02 |
| 7                  | Mao Ichiyama      | Japon       | 2:24:33 |
| 8                  | Joan Melly        | Kenya       | 2:26:24 |
| 9                  | Rose Chelimo      | Bahreïn     | 2:30:35 |
| 10                 | Ruth Chebitok     | Kenya       | 2:31:19 |